# RER B
| Ein Zug an der Gare du Nord |                      |
|                             |                      |
| Streckenlänge:              | 80 km                |
| Spurweite:                  | 1435 mm (Normalspur) |
|                             |                      |
| Fahrgäste täglich           | 983.000              |
| Stationen                   | 47                   |
| Eröffnung 0                 | 1977 0               |

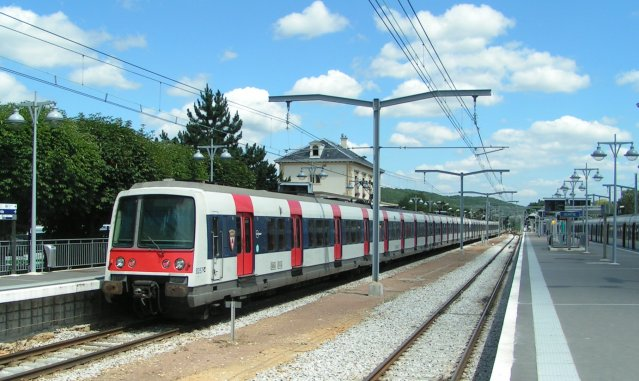
Zug des Typs MI 79 an der Endstation Saint-Rémy-lès-Chevreuse

Die Linie RER B ist Bestandteil des RER-Schnellbahnnetzes in der Île-de-France. Sie verbindet Orte im Südwesten der Agglomeration mit Orten in deren Norden bzw. Nordosten, darunter den Flughafen Charles-de-Gaulle, und durchquert dabei das Pariser Stadtzentrum. Zu den von der Linie bedienten Verkehrsknotenpunkten zählen auch die Fernbahnhöfe Paris-Nord und Massy TGV. Nach der Linie RER A mit täglich 1,4 Millionen Fahrgästen ist die Linie RER B, mit 950.000 Fastgästen täglich, die am zweitmeisten genutzte Bahnlinie ganz Europas. Zwischen 2014 und 2019 erhöhte sich die Zahl der täglichen Fahrgäste von 870.000 auf 983.000.

## Geschichte
Ausgangspunkt der Strecke war die 1846 in Betrieb genommene sogenannte Ligne de Sceaux, welche eine Verbindung zwischen Paris und Sceaux herstellte und in Paris am Kopfbahnhof Denfert-Rochereau endete. Nach mehreren Verlängerungen nach Südwesten wurde die Linie in Paris 1895 unterirdisch bis zum Bahnhof Luxembourg verlängert.
Nach umfassender Renovierung und Elektrifizierung der Strecke wurde sie von der damaligen Betreibergesellschaft Compagnie du chemin de fer de Paris à Orléans im Jahr 1937 an die Compagnie du chemin de fer métropolitain de Paris abgegeben, welche die Pariser Métro betrieb. Sie sollte Teil eines Verkehrsnetzes werden, das nach dem Modell der S-Bahnen in Deutschland die Vororte von Paris miteinander verbinden und gleichzeitig die Stadt durchqueren sollte. Der Zweite Weltkrieg verhinderte zunächst eine Realisierung dieser Pläne.
Erst in den 1970er Jahren griff man diese Pläne wieder auf: Die Strecke wurde bis Châtelet – Les Halles verlängert. Baubeginn war Ende 1973. Seit Dezember 1977 wird die Strecke als Linie B des RER-Systems geführt. Zeitgleich nahm auch der RER A auf seinem ersten Teilabschnitt in der Pariser Innenstadt den Betrieb auf.

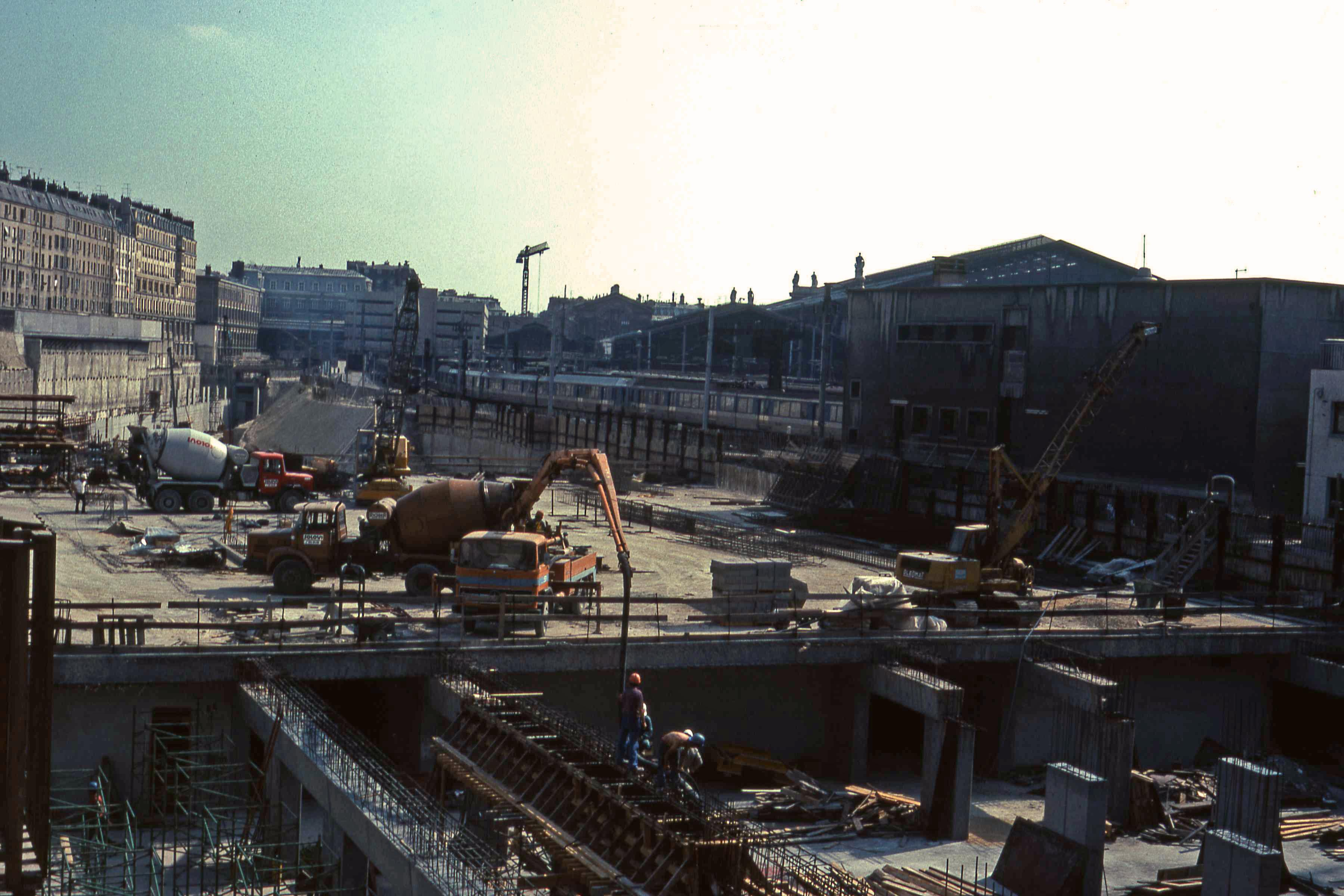
Der unterirdische RER-Bahnhof Gare du Nord während der Bauarbeiten 1979

Am 10. Dezember 1981 wurde die Verlängerung der Strecke bis zum Gare du Nord fertiggestellt und die SNCF-Strecken Gare du Nord – Mitry-Claye, mit der Streckenbezeichnung B5, und Gare du Nord – Flughafen Charles de Gaulle, mit der Streckenbezeichnung B3, in die RER-Strecke integriert. B3 und B5 fahren bis Aulnay-sous-Bois auf einer gemeinsamen Stammstrecke. Gleichzeitig sollte auch die Linie 4 der Métro entlastet werden, welche schon damals die Linie mit der größten Fahrgastzahl war.
Die Strecke Gare du Nord – Mitry-Claye ist Teil der in den Jahren 1860–1870 eröffneten Strecke La Plaine – Villers-Cotterêts – Loan – Hirson. Die Zweigstrecke Aulnay – Roissy stammt aus dem Jahr 1976.

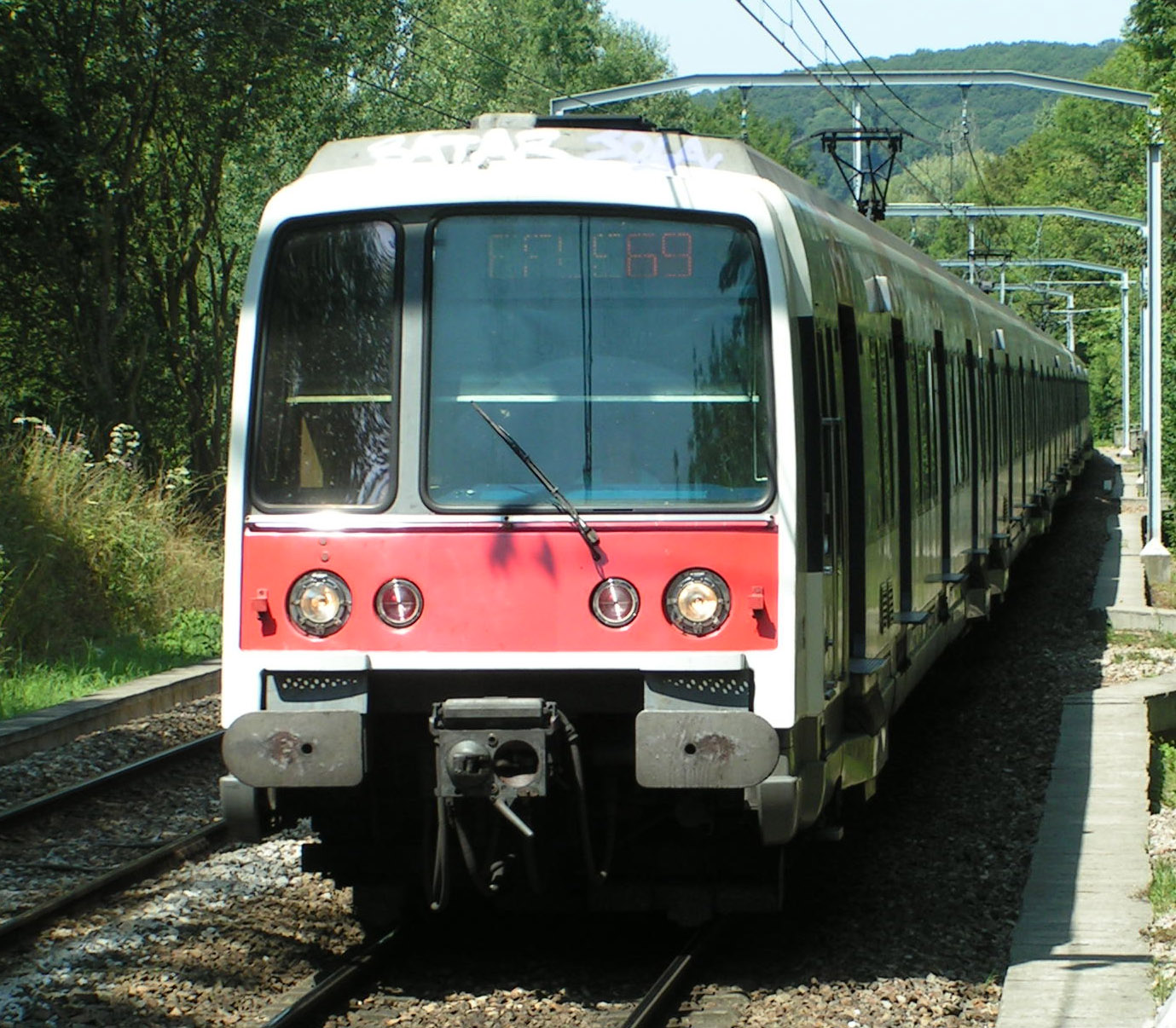
Baureihe MI 79, der erste Zweisystemzug der RER auf Foto aus dem Jahr 2004

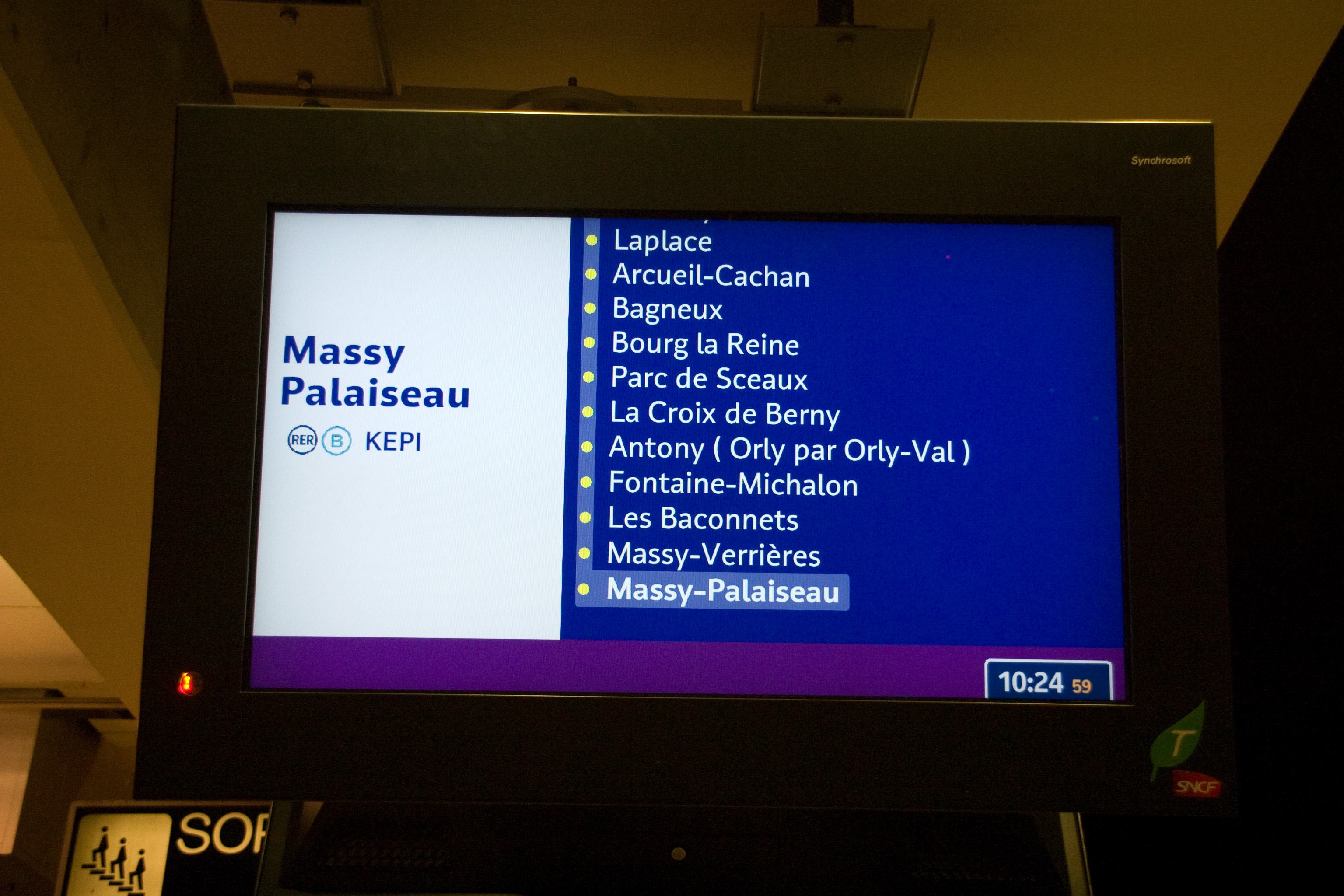
Anzeigetafel im Bahnhof Gare du Nord für den Zug namens KEPI, welcher bis Massy-Palaiseau fährt

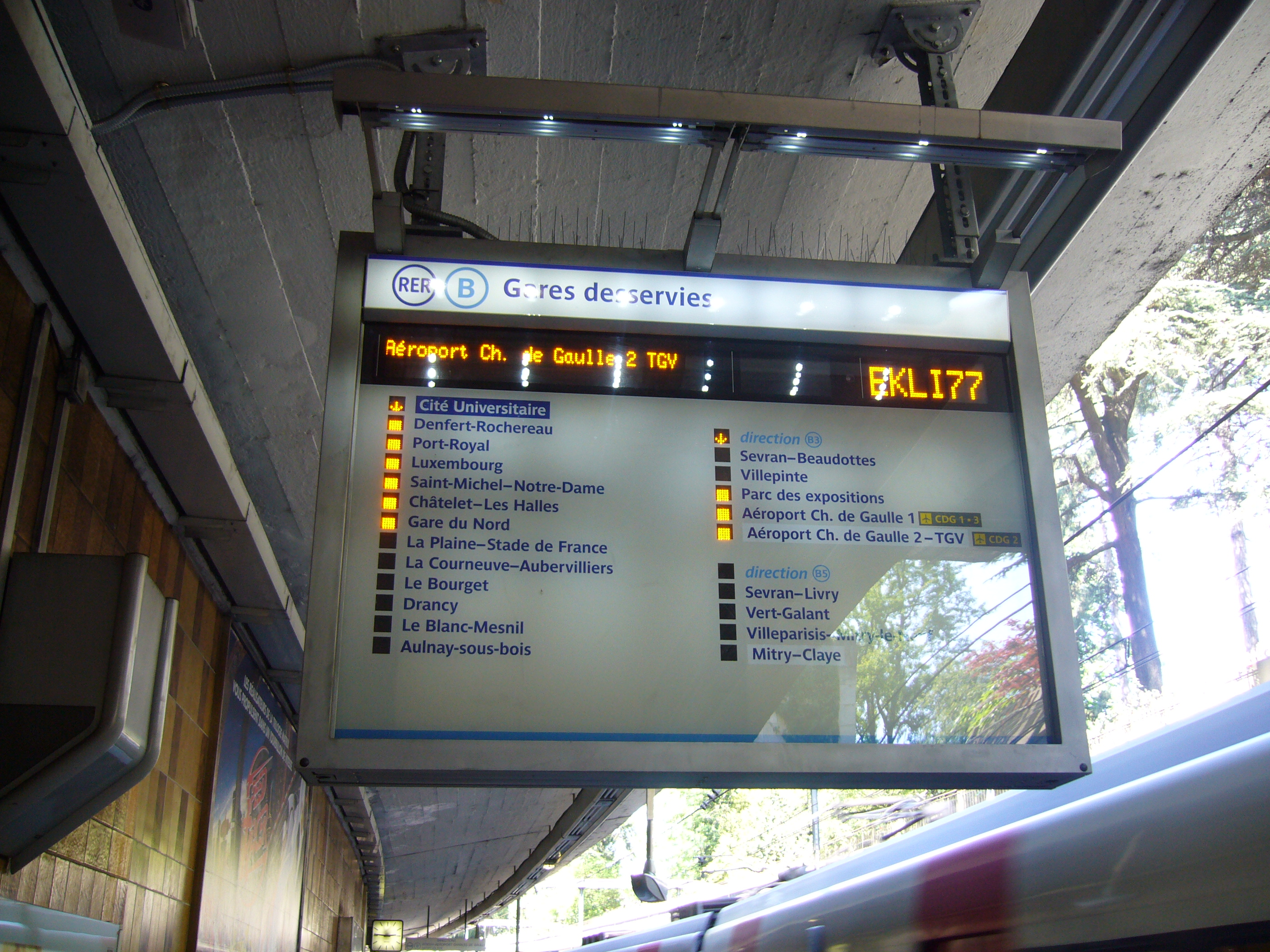
Leuchtanzeige mit allen Stationen der Strecke: der Zug hält nur an den gekennzeichneten Stationen

Die beiden Streckenteile werden mit unterschiedlichen Spannungen betrieben: Die RATP-Strecke südlich des Gare du Nord mit 1500 V Gleichstrom, die SNCF-Strecke nördlich der Gare du Nord mit 25 kV Wechselstrom. Die Systemtrennstelle befindet sich südlich des Bahnhofs im Tunnel. Da zum Zeitpunkt der Betriebsaufnahme keine Zweisystemfahrzeuge zur Verfügung standen, mussten die Fahrgäste am Gare du Nord umsteigen in einen Zug, am selben Bahnsteig gegenüber abfuhr. Erst ab Juni 1983 befuhren einzelne Züge die Gesamtstrecke durchgängig; zunächst waren es acht Züge pro Stunde, ab September 1987 fuhren alle Züge durchgängig. Die Zugfrequenz erreicht bis zu 20 Züge pro Stunde. Nach entsprechender Schulung des Fahrpersonals konnte ab Juli 2008 nach und nach auf den Fahrerwechsel zwischen dem Personal von RATP und SNCF in der Gare du Nord verzichtet werden.

## Streckenverlauf
| \| \| 5 \| Aéroport Charles-de-Gaulle 2 TGV \| B3 \| \| \| 5 \| Aéroport Charles-de-Gaulle 1 Tremblay-en-France \| Aéroport Charles-de-Gaulle 1 Tremblay-en-France \| \| \| 4 \| Parc des Expositions Villepinte \| Parc des Expositions Villepinte \| \| \| 4 \| Villepinte \| Villepinte \| \| \| 4 \| Sevran-Beaudottes \| Sevran-Beaudottes \| \| \| 5 \| Mitry-Claye \| B5 \| \| \| 5 \| Villeparisis Mitry-le-Neuf \| Villeparisis Mitry-le-Neuf \| \| \| 4 \| Vert-Galant \| Vert-Galant \| \| \| 4 \| Sevran-Livry \| Sevran-Livry \| \| \| \| \| \| \| \| 4 \| Aulnay-sous-Bois \| Aulnay-sous-Bois \| \| \| 3 \| Le Blanc-Mesnil \| Le Blanc-Mesnil \| \| \| 3 \| Drancy \| Drancy \| \| \| 3 \| Le Bourget \| Le Bourget \| \| \| 3 \| La Courneuve – Aubervilliers \| La Courneuve – Aubervilliers \| \| \| 2 \| La Plaine – Stade de France Saint-Denis \| La Plaine – Stade de France Saint-Denis \| \| \| \| \| \| \| \| 1 \| Paris-Nord \| Paris-Nord \| \| \| 1 \| Châtelet - Les Halles \| Châtelet - Les Halles \| \| \| 1 \| Saint-Michel - Notre-Dame \| Saint-Michel - Notre-Dame \| \| \| 1 \| Luxembourg \| Luxembourg \| \| \| \| \| \| \| \| 1 \| Port-Royal \| Port-Royal \| \| \| 1 \| Denfert-Rochereau \| Denfert-Rochereau \| \| \| 1 \| Cité Universitaire \| Cité Universitaire \| \| \| 2 \| Gentilly \| Gentilly \| \| \| 2 \| Laplace \| Laplace \| \| \| 2 \| Arceuil-Cachan \| Arceuil-Cachan \| \| \| 3 \| Bagneux \| Bagneux \| \| \| 3 \| Bourg-la-Reine \| Bourg-la-Reine \| \| \| \| \| \| \| \| 3 \| Sceaux \| Sceaux \| \| \| 3 \| Fontenay-aux-Roses \| Fontenay-aux-Roses \| \| \| 3 \| Robinson Sceaux \| B2 \| \| \| 3 \| Parc de Sceaux \| Parc de Sceaux \| \| \| 3 \| La Croix de Berny \| La Croix de Berny \| \| \| 3 \| Antony \| Antony \| \| \| 4 \| Fontaine-Michalon \| Fontaine-Michalon \| \| \| 4 \| Les Baconnets \| Les Baconnets \| \| \| 4 \| Massy-Verrières \| Massy-Verrières \| \| \| 4 \| Massy-Palaiseau \| Massy-Palaiseau \| \| \| 4 \| Palaiseau \| Palaiseau \| \| \| 4 \| Palaiseau-Villebon \| Palaiseau-Villebon \| \| \| 4 \| Lozère \| Lozère \| \| \| 4 \| Le Guichet \| Le Guichet \| \| \| 5 \| Orsay-Ville \| Orsay-Ville \| \| \| 5 \| Bures-sur-Yvette \| Bures-sur-Yvette \| \| \| 5 \| La Hacquinière \| La Hacquinière \| \| \| 5 \| Gif \| Gif \| \| \| 5 \| Courcelle-sur-Yvette \| Courcelle-sur-Yvette \| \| \| 5 \| Saint-Rémy-lès-Chevreuse \| B4 \| |   |                                                 |                                                 |
| Kopfbahnhof Streckenanfang | 5 | Aéroport Charles-de-Gaulle 2 TGV                | B3                                              |
| Bahnhof | 5 | Aéroport Charles-de-Gaulle 1 Tremblay-en-France | Aéroport Charles-de-Gaulle 1 Tremblay-en-France |
| Bahnhof | 4 | Parc des Expositions Villepinte                 | Parc des Expositions Villepinte                 |
| Bahnhof | 4 | Villepinte                                      | Villepinte                                      |
| Bahnhof | 4 | Sevran-Beaudottes                               | Sevran-Beaudottes                               |
| Strecke · Kopfbahnhof Streckenanfang | 5 | Mitry-Claye                                     | B5                                              |
| Strecke · Bahnhof | 5 | Villeparisis Mitry-le-Neuf                      | Villeparisis Mitry-le-Neuf                      |
| Strecke · Bahnhof | 4 | Vert-Galant                                     | Vert-Galant                                     |
| Strecke · Bahnhof | 4 | Sevran-Livry                                    | Sevran-Livry                                    |
| Strecke nach links · Abzweig geradeaus und von rechts |   |                                                 |                                                 |
| Bahnhof | 4 | Aulnay-sous-Bois                                | Aulnay-sous-Bois                                |
| Bahnhof | 3 | Le Blanc-Mesnil                                 | Le Blanc-Mesnil                                 |
| Bahnhof | 3 | Drancy                                          | Drancy                                          |
| Bahnhof | 3 | Le Bourget                                      | Le Bourget                                      |
| Bahnhof | 3 | La Courneuve – Aubervilliers                    | La Courneuve – Aubervilliers                    |
| Bahnhof | 2 | La Plaine – Stade de France Saint-Denis         | La Plaine – Stade de France Saint-Denis         |
| Tunnelanfang |   |                                                 |                                                 |
| Bahnhof (im Tunnel) | 1 | Paris-Nord                                      | Paris-Nord                                      |
| Bahnhof (im Tunnel) | 1 | Châtelet - Les Halles                           | Châtelet - Les Halles                           |
| Bahnhof (im Tunnel) | 1 | Saint-Michel - Notre-Dame                       | Saint-Michel - Notre-Dame                       |
| Bahnhof (im Tunnel) | 1 | Luxembourg                                      | Luxembourg                                      |
| Tunnelende |   |                                                 |                                                 |
| Bahnhof | 1 | Port-Royal                                      | Port-Royal                                      |
| Bahnhof | 1 | Denfert-Rochereau                               | Denfert-Rochereau                               |
| Bahnhof | 1 | Cité Universitaire                              | Cité Universitaire                              |
| Bahnhof | 2 | Gentilly                                        | Gentilly                                        |
| Bahnhof | 2 | Laplace                                         | Laplace                                         |
| Bahnhof | 2 | Arceuil-Cachan                                  | Arceuil-Cachan                                  |
| Bahnhof | 3 | Bagneux                                         | Bagneux                                         |
| Bahnhof | 3 | Bourg-la-Reine                                  | Bourg-la-Reine                                  |
| Strecke von links · Abzweig geradeaus und nach rechts |   |                                                 |                                                 |
| Bahnhof · Strecke | 3 | Sceaux                                          | Sceaux                                          |
| Bahnhof · Strecke | 3 | Fontenay-aux-Roses                              | Fontenay-aux-Roses                              |
| Kopfbahnhof Streckenende · Strecke | 3 | Robinson Sceaux                                 | B2                                              |
| Bahnhof | 3 | Parc de Sceaux                                  | Parc de Sceaux                                  |
| Bahnhof | 3 | La Croix de Berny                               | La Croix de Berny                               |
| Bahnhof | 3 | Antony                                          | Antony                                          |
| Bahnhof | 4 | Fontaine-Michalon                               | Fontaine-Michalon                               |
| Bahnhof | 4 | Les Baconnets                                   | Les Baconnets                                   |
| Bahnhof | 4 | Massy-Verrières                                 | Massy-Verrières                                 |
| Bahnhof | 4 | Massy-Palaiseau                                 | Massy-Palaiseau                                 |
| Bahnhof | 4 | Palaiseau                                       | Palaiseau                                       |
| Bahnhof | 4 | Palaiseau-Villebon                              | Palaiseau-Villebon                              |
| Bahnhof | 4 | Lozère                                          | Lozère                                          |
| Bahnhof | 4 | Le Guichet                                      | Le Guichet                                      |
| Bahnhof | 5 | Orsay-Ville                                     | Orsay-Ville                                     |
| Bahnhof | 5 | Bures-sur-Yvette                                | Bures-sur-Yvette                                |
| Bahnhof | 5 | La Hacquinière                                  | La Hacquinière                                  |
| Bahnhof | 5 | Gif                                             | Gif                                             |
| Bahnhof | 5 | Courcelle-sur-Yvette                            | Courcelle-sur-Yvette                            |
| Kopfbahnhof Streckenende | 5 | Saint-Rémy-lès-Chevreuse                        | B4                                              |

Wie alle RER-Linien hat die Streckenführung mehrere Verzweigungen:
Im Pariser Norden (SNCF):
- zum Flughafen Paris-Charles-de-Gaulle und TGV-Bahnhof
- nach Mitry-Claye (Département Seine-et-Marne)

Im Pariser Süden (RATP):
- nach Saint-Rémy-lès-Chevreuse (Département Yvelines)
- nach Robinson (Sceaux, im Département Hauts-de-Seine)

Die Züge verkehren zwischen den Stationen Aulnay-sous-Bois und Bourg-la-Reine auf derselben Strecke und verzweigen dann auf unterschiedliche Strecken zum jeweiligen Endziel.
In der Pariser Innenstadt verkehrt der RER B in Nord-Süd-Richtung vom Gare du Nord über Châtelet - Les Halles und Saint-Michel – Notre-Dame weiter in Richtung Cité Universitaire.

## Umsteigemöglichkeiten
Umsteigen zwischen allen Zügen ist zwischen den Bahnhöfen Gare du Nord und Denfert-Rochereau sowie an den von allen Zügen bedienten Unterwegsbahnhöfen möglich.
- In Aulnay sous-Bois auf zur Straßenbahnlinie 1
- Am Gare du Nord auf die RER-Linien D und E, den Métrolinien 2, 4, 5 und die Zügen der SNCF
- In Châtelet - Les Halles auf die RER-Linien A und D und den Métrolinien 4, 7, 11 und 14
- In Saint-Michel - Notre-Dame auf die RER-Linie C und die Métrolinie 10
- In Denfert-Rochereau auf die Métrolinien 4 und 6 und den Orlybus
- In Cité Universitaire auf die Straßenbahnlinie 3a
- In Antony auf den Orlyval
- In Massy-Verrières auf die RER-Linie C
- In Massy-Palaiseau auf RER-Linie C und die Züge der SNCF
- Am Aéroport Charles-de-Gaulle auf den TGV

Ohne Umsteigen erreicht man mit der Linie B z. B. das Stade de France und Notre Dame.

## Verbesserungen am Streckenverlauf

### Das ProjektRER B Nord +
Im Lauf der Jahre wurde der RER B mit zunehmenden Fahrgastzahlen – zuletzt um 35 % innerhalb von 10 Jahren, mit bis zu 900 000 Fahrgästen täglich – zur RER-Linie mit der niedrigsten Pünktlichkeitsrate. Deswegen hat das für den öffentlichen Personennahverkehr in der Île-de-France zuständige Syndicat des transports d’Île-de-France (Kurzbezeichnung STIF) bereits 2003 beschlossen, die Linie als erste RER-Linie grundlegend zu renovieren – beginnend mit den von SNCF betriebenen Strecken der RER B, also nördlich des Gare du Nord. Die Arbeiten begannen im Jahr 2008. Die Kosten für die Verbesserung der Infrastruktur liegen bei ca. 250 Millionen Euro.
Eines der Ziele war eine Restrukturierung des Betriebsablaufs, um die Attraktivität der Linie durch bessere Pünktlichkeit der Züge, einen vereinfachten Fahrplan und eine höhere Zugfrequenz zu erhöhen.
Parallel dazu wurden die Bahnhöfe und Bahnsteige modernisiert, um sie einladender und besser zugänglich zu machen. So wurden 14 Rolltreppen und 25 Aufzüge in den Bahnhöfen eingebaut. Die Gesamtlänge der überdachten Bahnsteige stieg von 630 m auf 1835 m an. Die Station Vert-Galant erhielt zusätzlich zwei Fußgängerunterführungen. In allen Bahnhöfen wurden die Bahnsteige erhöht, um einen ebenerdigen Zugang zu den Zügen zu ermöglichen, was den Fahrgastwechsel beschleunigt. Außerdem kommen verstärkt modernere bzw. modernisierte Züge zum Einsatz.
Wichtig war es, den RER-Verkehr von den anderen Zügen, welche die gleichen Strecken fahren (Transilien, Güterverkehr), zu trennen. Es sollten also für die RER-Züge zwei Gleise zur Verfügung stehen, welche nicht von anderen Zügen genutzt werden.
Nach Abschluss der Streckenarbeiten gilt nun folgender vereinfachter Fahrplan:
In den Hauptverkehrszeiten (Montag bis Freitag in Richtung Paris von 7:00 Uhr bis 9:30 Uhr; bzw. Montag bis Freitag von Paris kommend von 16:30 bis 20:30 Uhr) verkehrt auf der Stammstrecke Paris-Nord bis Aulnay-sous-Bois alle drei Minuten ein Zug. Auf den beiden Zweigstrecken Aulnay – Roissy und Aulnay – Mitry-Claye fahren die Züge im 6-Minuten-Abstand.
Außerhalb dieser Zeiten fahren auf der Stammstrecke die Züge im 7,5-Minuten-Abstand und auf den Zweigstrecken im 15-Minuten-Takt.

### Umbau des Bahnhofs Denfert-Rochereau
Zwischen Oktober 2013 und Dezember 2014 wird Gleis 3 des Bahnhofs Denfert-Rochereau für Züge aus südlicher Richtung als mögliche Endstation hergerichtet. Dies soll ermöglichen, bei Störungen im Innenstadtbereich hier Züge aus dem Verkehr zu nehmen. Die Fahrgäste haben dann die Möglichkeit in einen anderen RER-Zug oder in die Métro umzusteigen. Vor Beginn der Arbeiten wurde Gleis 3 als Abstellgleis für RER-Züge benutzt.

## Fahrzeuge des RER B

### MI 79 und MI 84

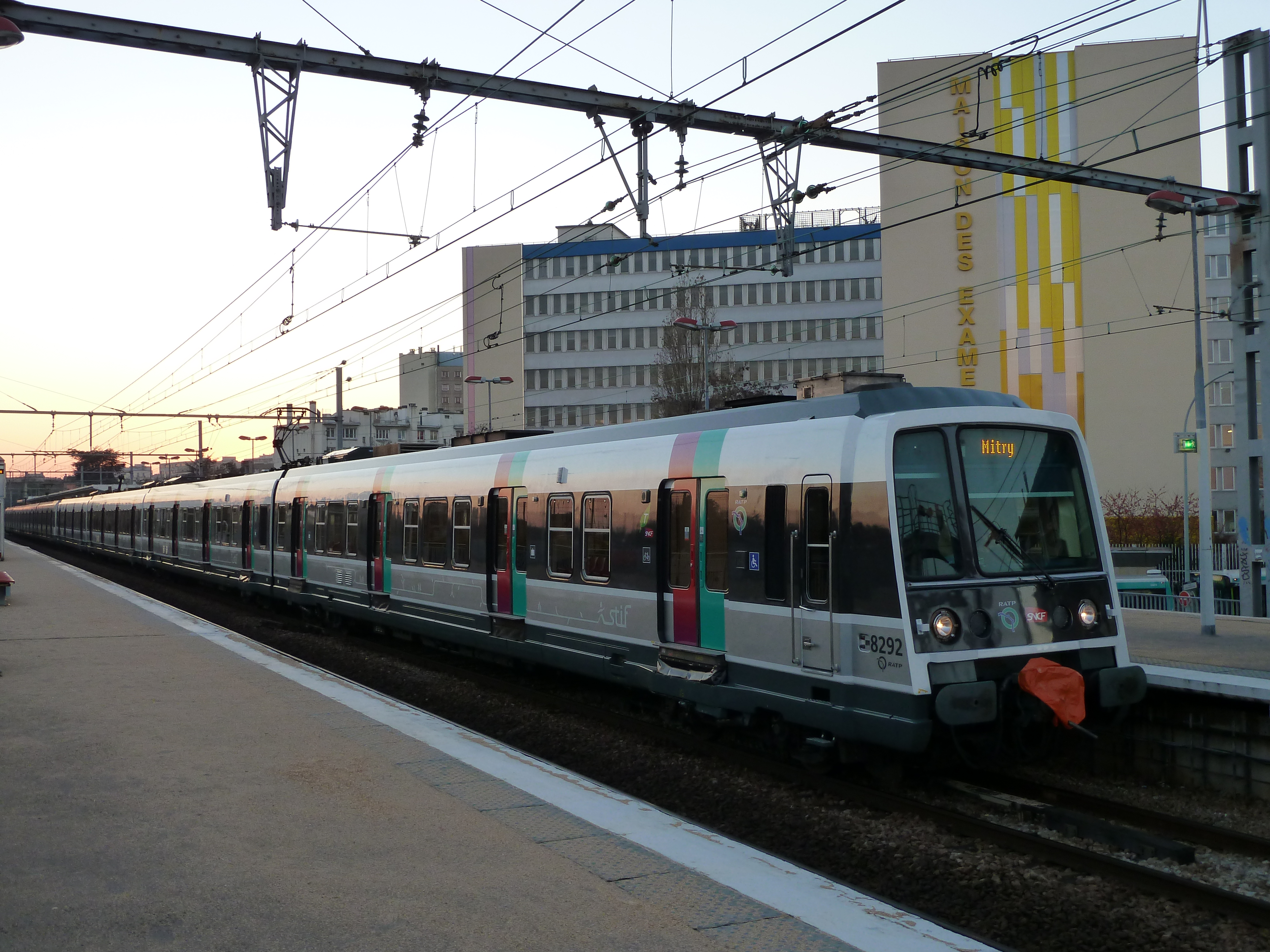
Der erste renovierte Triebzug der BR MI 79

Der Fuhrpark der Linien RER B umfasst 119 Züge des Typ MI 79, die zwischen 2010 und 2015 renoviert wurden. Im Jahr 2014 wurde begonnen, Züge der Baureihe MI 84 vom RER A auf die Linien des RER B zu verlegen. Ein Auftrag für die Renovierung von 31 dieser Züge (plus Option über 10 weitere) ging 2017 an Alstom. In deren Werk Alstom Reichshoffen sollte der Komfort auf das Niveau der zuvor renovierten MI 79 gebracht und die Sitzplatzkapazität von 216 auf 312 erhöht werden. Mit der Modernisierung der Innenräume ging eine Erhöhung des Platzangebots einher, die allerdings hinter der Steigerung der Passagierzahlen zurückblieb. Der erste der modernisierten Züge kam im Oktober 2021 zurück in den Betrieb; das Renovierungsprogramm soll bis Ende 2022 abgeschlossen sein.[veraltet]

### Projekt MI 20
Um das Platzangebot auf der Strecke zu erhöhen, wurde im Juni 2018 unter der Bezeichnung „MING“ (Matériel Interconnecté de Nouvelle Génération) die Beschaffung von 146 Neufahrzeugen ausgeschrieben; seit der Bestellung im Jahr 2020 werden sie als „MI20“ bezeichnet. Wie die vorhandenen Züge sollten sie 104 Meter lang sein, jedoch 20 bis 30 % mehr Kapazität als die bisherigen Einheiten anbieten. Daher waren doppelstöckigen Fahrzeuge erforderlich, die für den Betrieb sowohl unter 1500 V Gleichspannung als auch unter 25 kV Wechselspannung ausgerüstet sein müssen.
Im November 2020 wurde ein Konsortium aus Bombardier und CAF als Sieger der Ausschreibung mit einem Auftragsvolumen von 2,56 Milliarden Euro bekannt gegeben, das zu 60 % durch Bombardier und zu 40 % von CAF ausgeführt werden sollte. Ein Einspruch des einzigen Wettbewerbers Alstom, dessen Angebot erheblich teurer gewesen sein soll, verzögerte die Auftragserteilung und gefährdete dadurch das Ziel von RATP und dem Aufgabenträger Île-de-France Mobilités (IDFM), die neuen Züge ab 2025 einsetzen zu können. Nachdem zum 29. Januar 2021 die Fusion von Alstom mit Bombardier Transport vollzogen wurde, war Alstom sowohl Verlierer wie (mit CAF) Gewinner der Ausschreibung.
Erst nachdem der Auftraggeber auf Konsequenzen bei künftigen Auftragsvergaben hinwies, war Alstom im April 2021 bereit, den Auftrag zu den vom Konsortium angebotenen Konditionen zu erfüllen. Die Auftragsteilung sieht vor, dass CAF in seinem französischen Werk in Bagnères die Endwagen fertigt und aus Spanien die Drehgestelle zuliefert, während Alstom im Werk Crespin den Rest erledigt, insbesondere den Bau der Mittelwagen.
Im Juli 2021 stellten die IDFM drei Designentwürfe für die Front des MI 20 online zur Auswahl und präsentierte im September 2021 das durch 18000 Abstimmende präferierte Ergebnis.

## Zugnamen

### Bildung der Zugnamen
Um auf den ersten Blick feststellen zu können, in welche Richtung bzw. auf welche Teilstrecke ein RER-Zug fährt, ist jeder Zug mit einem vierstelligen Buchstabencode gekennzeichnet.
Der erste Buchstabe dieser Kombination gibt den Zielbahnhof an.
Der zweite Buchstabe steht für den Startbahnhof und den Linienverlauf, d. h., er gibt an, an welchen Stationen gehalten wird. Das bedeutet: Alle Züge deren Namen im ersten und zweiten Buchstaben übereinstimmen, haben den identischen Start- und Zielbahnhof und halten unterwegs an den gleichen Bahnhöfen.
Die restlichen beiden Buchstaben sollen eine rein phonetische Ergänzung sein, um sich den „Namen“ leichter einzuprägen.
Anschließend folgen zwei Ziffern: Sie dienen zum Durchnummerieren der Züge. Alle Züge in die eine Fahrtrichtung bekommen eine ungerade Nummer: 01, 03,... 97, 99. Die Züge in der Gegenrichtung bekommen eine gerade Zahl: 02, 04,... 96, 98. Sobald alle Nummern in einer Richtung aufgebraucht sind, beginnt das Zählen wieder mit 01,... bzw. 02,... Es beginnt ein neuer Zeitblock.
Da pro Tag und Richtung auf der Strecke des RER B ca. 270 Züge fahren, braucht man also sechs Zeitblöcke. Ein Zeitblock dauert etwa vier Stunden. Züge, die einer bestimmten Konstellation von Start- und Zielbahnhof und Unterwegshalten entsprechen und im gleichen Zeitblock starten, tragen den gleichen Namen, denn sie unterscheiden sich in der Zugnummer. Züge gleicher Fahrtkonstellation aus verschiedenen Zeitblöcken unterscheiden sich im Namen im dritten oder/und vierten Buchstaben.
Beispiel: Züge aus Massy-Palaiseau nach Charles de Gaulle 2 TGV, welche überall – außer in Bagneux und in Arcueil-Cachan – halten:
EBON: Abfahrt in Massy-Palaiseau um 7:12, 7:24, 7:36, 7:48
EBRE:                               8:00, 8:12, 8:24, 8:36, 8:48
EBRI:                               17:36, 17:48, 18:00, 18:12
EBOI:                               18:24–19:18 alle 12 Minuten
Man kann auf diese Weise vermeiden, dass Züge im Lauf eines Tages den gleichen Namen und die gleiche Nummer tragen.
Zur besseren Erkennung sind außerdem an jedem Bahnsteig Anzeigen angebracht, die mit einem leuchtenden Punkt alle bedienten Stationen markieren.
Auf dem Liniennetzplan vermerkte Linienastbezeichnungen (B2-B5) tauchen nur noch auf den Bahnhofstafeln auf. Zur Orientierung dienen sie nicht mehr.

### Zuordnung 1. Buchstabe = Endpunkt einer Strecke
| A = Gare du Nord                     |
| E = Aéroport Charles-de-Gaulle 2 TGV |
| G = Aulnay-sous-Bois                 |
| I = Mitry-Claye                      |
| J = Denfert-Rochereau                |
| K = Massy-Palaiseau                  |
| L = Orsay-Ville                      |
| P = Saint-Rémy-lès-Chevreuse         |
| Q = La Plaine - Stade de France      |
| S = Robinson                         |
| U = Laplace                          |
| W = Train vide (Vide Voyageurs)      |

Der Zug „EFLA“ fährt zum Flughafen Charles-de-Gaulle, der Zug „PEPE“ nach Saint-Rémy-lès-Chevreuse.

### Einige Beispiele
Speziell für die Züge zum Flughafen Charles-de-Gaulle gilt:
EBOI, EBRI, ECCI, ERIO, EROC, ERSE, ERTE und ETOU starten in Massy-Palaiseau; EMIR, EMUR, ENNE, EPAU und EPIN in Saint-Rémy-lès-Chevreuse, EDDY, EDME und EPOI in Denfert-Rochereau, EINE in Orsay-Ville, ELOI in Robinson, EGRE in Laplace....

## Die Bombenattentate der Jahre 1995/96
1995 kam es zu einer Serie von Anschlägen auf öffentliche Einrichtungen in Frankreich. Zwei Attentate wurden im Bereich der Linie RER B verübt:
- Anschlag am 25. Juli 1995 in einem Zug im Bahnhof Saint-Michel – Notre-Dame: 8 Personen verloren ihr Leben. 117 Personen wurden verletzt.
- Anschlag am 3. Dezember 1996 im Bahnhof Port-Royal: 4 Personen wurden getötet. Es gab ca. 170 Verletzte.